# Gynacantha laticeps
Gynacantha laticeps är en trollsländeart som beskrevs av Williamson 1923. Gynacantha laticeps ingår i släktet Gynacantha och familjen mosaiktrollsländor. Inga underarter finns listade i Catalogue of Life.